# Berhaneyesus Demerew Souraphiel
Berhaneyesus Demerew Souraphiel, C.M. (sinh 1948) là một Hồng y người Ethiopia của Giáo hội Công giáo Rôma. Ông hiện là Tổng giám mục Tổng giáo phận Addis Abeba thuộc Giáo hội Ethiopia. Hiện ông cũng đảm trách nhiều chức danh quan trọng như: Chủ tịch Hội đồng Giám mục Ethiopia, Chủ tịch Liên Hội đồng Giám mục Ethiopia và Eritrean và Chủ tịch Liên Hội đồng Giám mục Đông Phi.

## Tiểu sử
Hồng y Souraphiel sinh ngày 14 tháng 7 năm 1948 tại Tchela Claka, Ethiopia. Sau quá trình tu học, ngày 4 tháng 7 năm 1976 cho Hiệp hội Nhiệm vụ Truyền giáo. Năm 1994, ông trở thành linh mục Phủ doãn Tông tòa Hạt Phủ doãn Tông Tòa Jimma-Bonga.
Ngày 7 tháng 11 năm 1997, Tòa Thánh loan tin việc tuyển chọn linh mục Souraphiel làm Giám mục Phụ tá Tổng giáo phận Addis Abeba, một giáo phận thuộc Giáo hội Công giáo Ethiopia, đồng thời đi kèm chức danh Giám mục Hiệu tòa Bita. Tân giám mục đã được tấn phong sau đó vào ngày 25 tháng 1 năm 1998, với các vị chủ sự nghi thức gồm chủ phong là Hồng y Paulos Tzadua, Tổng giám mục Addis Abeba. Hai vị phụ phong gồm Giám mục Yohannes Woldegiorgis, Đại diện Tông Tòa Hạt Đại diện Tông Tòa Meki và giám mục Woldetensaé Ghebreghiorghis, O.F.M. Cap., Phủ doãn Tông Tòa Harar. Tân giám mục chọn cho mình khẩu hiệu:Sub tuum præsidium. Cùng trong năm, ông được chọn làm Chủ tịch Hội đồng Giám mục Ethiopia.
Từ ngày 16 tháng 6 năm 1998, ông kiêm nhiệm thêm chức danh Giám quản Tông Tòa Tổng giáo phận Addis Ababe, sau đó đến ngày 7 tháng 7 năm 1999 thì dừng hai nhiệm vụ cũ để trở thành tổng giám mục chính tòa của Tổng giáo phận này. Cũng bắt đầu từ năm 1999 đến nay, ông đảm nhận vị trí Chủ tịch Liên Hội đồng Giám mục Ethiopia và Eritrean. Từ ngày 24 tháng 7 năm 2014, ông kiêm nhiệm thêm chức danh Chủ tịch liên Hội đồng Giám mục Đông Phi.
Trong Công nghị Hồng y 2015 cử hành vào ngày 14 tháng 2, Giáo hoàng Phanxicô đã vinh thăng Tổng giám mục Souraphiel tước vị Hồng y Nhà thờ S. Romano Martire. Ông đã đến nhận nhà thờ hiệu tòa của mình vào ngày 18 tháng 10.